# Rudra vina

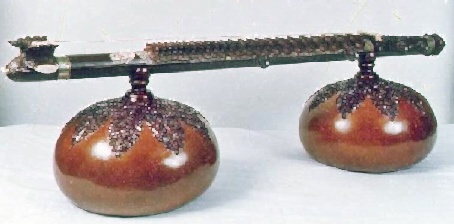
Rudra Vina

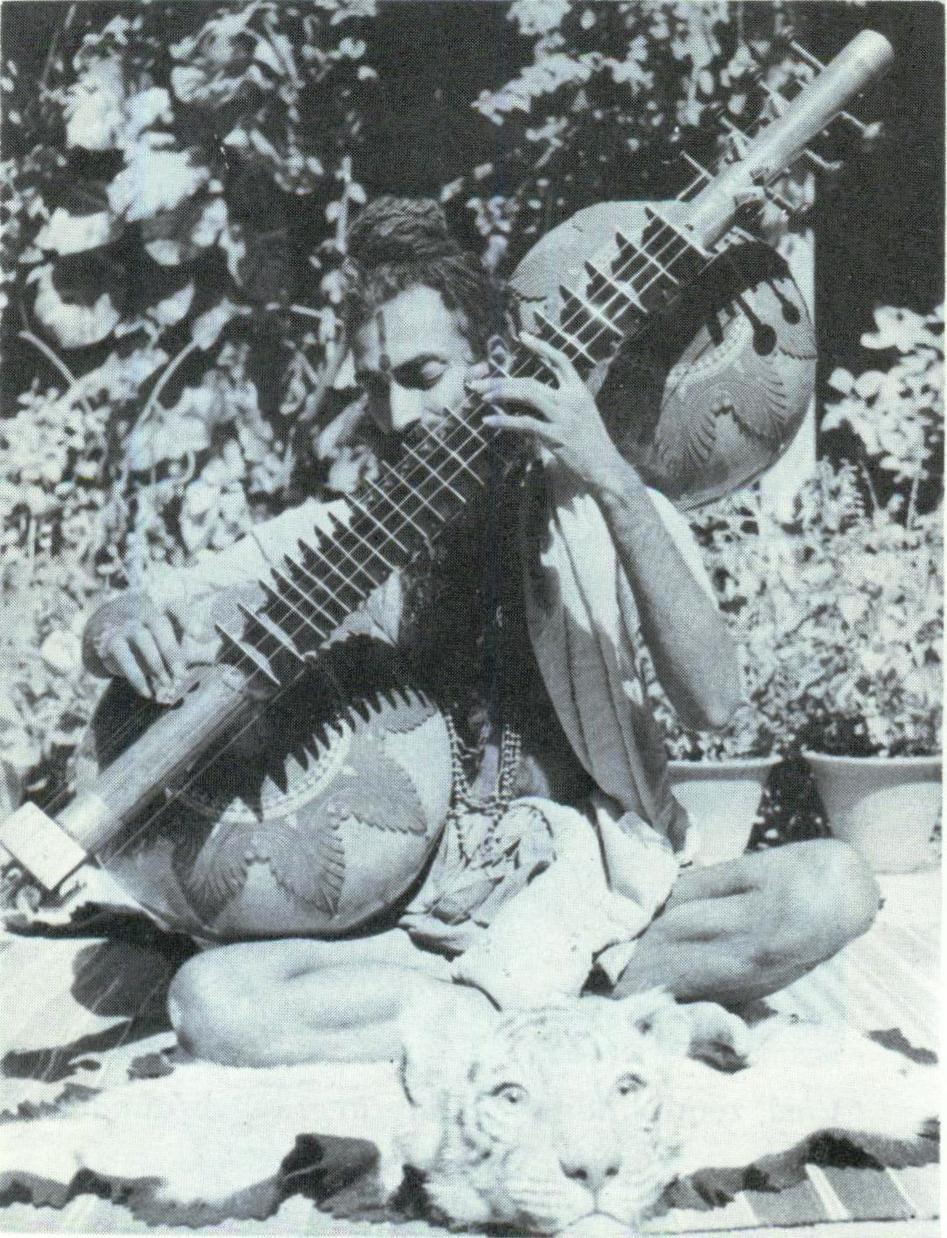
Músic tocant la rudra vinā

Rudra vina és un instrument de corda polsada tradicional del nord de l'Índia, de la família de les cítares de barra, de set cordes, amb dos ressonadors de carabassa fixats sota la tapa de bambú de l'instrument.

## Descripció
Es compon d'un tub de fusta o de bambú (dandi) sota el qual es fixen dos ressonadors (tumba) fets amb carabasses assecades i buidades prèviament. Els trasts de fusta (sarika), sobrealçats de la fusta, es mantenen fixos al tub amb una substància resinosa o amb cordills. Té quatre cordes melòdiques sobre els trasts, i a part, hi ha dues fines cordes rítmiques (chikari) i un bordó (laraj), també metàl·liques, situades lateralment al llarg del tub a ambdós costats dels trasts. La morfologia de la rudra vina tal com es coneix avui gairebé no ha canviat des de la segona meitat del segle xviii, quan ja havia adquirit la forma quasi definitiva, dos segles abans, al sud de la península.